# Воля-Струська
Воля-Струська (пол. Wola Stróska) — село в Польщі, у гміні Заклічин Тарновського повіту Малопольського воєводства.
Населення — 408 осіб (2011).
У 1975-1998 роках село належало до Тарновського воєводства.

## Демографія
Демографічна структура станом на 31 березня 2011 року:
|          | Загалом | Допрацездатний вік | Працездатний вік | Постпрацездатний вік |
| -------- | ------- | ------------------ | ---------------- | -------------------- |
| Чоловіки | 210     | 46                 | 142              | 22                   |
| Жінки    | 198     | 43                 | 111              | 44                   |
| Разом    | 408     | 89                 | 253              | 66                   |